# Фалет
Фале́т (др.-греч. Θαλήτας) — критский поэт-музыкант и знахарь. Происходил из Го́ртины, отсюда его латинское имя Thaletas Gortynius.  Наиболее вероятное время жизни: VII век до н. э.

## Заслуги в мусических искусствах
Уже в античности Фалету приписывалось введение в практику пеана и гипорхемы, а в связи с этим и новые стихотворные метры.
Свидетельства о жизни Фалета крайне скудны и противоречивы. Согласно преданию, сохраненному у древнегреческих авторов (Псевдо-Плутарх, Сосибий), Фалет был приглашен в Спарту как учредитель (или реформатор?) праздника Гимнопедии, а также как учитель, готовивший спартанские хоры к выступлению на этом важнейшем для спартанцев празднике (традиционная датировка: 665 г. до н. э.). Боэций в своем сочинении «Основы музыки» (I, 1) сообщает, что спартанцы долгое время сохраняли прекрасную музыку благодаря деятельности Фалета, который обучал у них детей музыкальному искусству (pueros disciplina musicae artis imbueret), будучи приглашенным с Крита за большую награду (magno pretio adcitus). Иначе говоря, Фалет заложил основы спартанского мусического образования, само наличие которого объясняет долгое и стабильное спартанское превосходство в музыкальной сфере в греческом мире.

## Знахарство и очистительные практики
Высказывается предположение, что реорганизация Гимнопедий была связана с еще одной сферой деятельности Фалета – знахарством и ритальными очищениями. Согласно Пратину (поэт VI–V вв. до н. э.), спартанцы, страдая от чумы, по предписанию дельфийского оракула пригласили к себе Фалета, который при помощи музыки излечил город (Пратин, фр. 8 = Псевдо-Плутарх. О музыке. 42 p. 1146b). Эта информация подтверждается Павсанием, упоминающим о врачебном таланте Фалета, проявленноом в Спарте (Описание Эллады, кн. I. 14. 4), а также Элианом, который помещает его имя среди тех, кто в разное время приглашался в Спарту для того, чтобы с помощью Муз побороть эпидемию, повальное безумие или другие несчастья в таком роде (Пестрые рассказы, XII. 50).
Сохранились некоторые древние свидетельства о том, что Фалет, используя музыку, усмирил в Лакедемоне внутреннюю смуту. Это, прежде всего, фр. 85 стоика Диогена Вавилонского и геркуланумский папирус с текстом трактата О музыке Филодема из Гадары (Philod. De mus. 4 cols. 18.33–19.19). Кроме того, согласно одному месту в Моралиях Плутарха (779a), некий Фалес, изготовитель лир, пением и утешительными словами прекратил у спартанцев распрю. Здесь под именем «Фалес» скрывается, судя по всему, Фалет Критский. В системе эллинских религиозных представлений смута была тесно связана с эпидемией, поскольку в обоих случаях возникает скверна, нечистота, ненавистная богам, которая распространяется на всю общину .  Спарта архаического времени часто страдала и от чумы и от внутренних конфликтов, поэтому вполне вероятно, что ритуальные очищения, совершаемые здесь такими людьми, как Фалет Гортинский или Эпименид Кносский, были направлены против этих двух бед одновременно.

## Легенда о связи Фалета с Ликургом
По всей видимости, в самой Спарте возникла легенда, которая связывала Фалета со спартанским законодателем Ликургом (Эфор у Страбона, кн. X, 4, 19). Данное предание анахронистично, и его решительно отвергает Аристотель (Политика, 1274a25). Сомнения Аристотеля не повлияли на дальнейшую судьбу этой легенды. Плутарх, в частности, охотно её использует. Согласно этому автору, Фалет, критский мудрец, прибыл в Спарту по приглашению Ликурга и подготовил почву для законодательства с помощью своих песен, мелодий и ритмов, которые действовали успокаивающе на лакедемонян, страдавших от взаимной неприязни (Жизнеописание Ликурга, 4, 1).
Хотя версия о синхронизме Ликурга и Фалета является недостоверной, нельзя отрицать некой номофетической (т.е. нормоустроительной) составляющей в деятельности этого критского мудреца и музыканта. Фалет, несомненно, выполнял в Спарте какую-то важнейшую социорегулирующую роль, а его мероприятия носили, кроме всего прочего, нормоустанавливающий характер (это очевидно в случае с введением новых правил для Гимнопедий). Согласно легендарной традиции, помог Ликургу осуществить законодательную реформу в Спарте.

## О сходстве имени с именем «Фалес»
Имя Фалета Гортинского созвучно имени милетского натурфилософа Фалеса. Уже в древности Фалета по ошибке иногда называли именем этого более знаменитого философа. Примером такой контаминации является, вероятно, упомянутое выше место у Плутарха (Моралии, 779a). Современные авторы (в том числе западные) при упоминании критского поэта иногда указывают на возможность двух вариантов его имени (Thaletas и Thales), как если бы оба были правильными, или даже, ничтоже сумнящеся, оставляют один искаженный вариант; так, например, в монографии И. А. Шишовой при ссылке на одно место из Политики Аристотеля Фалет ошибочно назван Фалесом, хотя Аристотель именует его Фалетом (1274а25).